# Natalia Chudzik
Natalia Chudzik est une joueuse de football polonaise née le 8 août 1989. Elle évolue au poste de milieu de terrain au Medyk Konin, ainsi qu'en équipe de Pologne depuis 2005.

## Palmarès

### En club
- Vainqueur de la Coupe de Pologne en 2015, 2016 et 2017
- Vainqueur du Championnat de Pologne en 2016 et 2017